# فيلانوفا ديل فاليس
بلدية بيلانوبا ديل باليس (بالكاتالانية: Vilanova del Vallès) هي إحدى بلديات مقاطعة برشلونة، والتي تقع في منطقة كاتالونيا، شرق إسبانيا.
يبلغ عدد سكانها 4.121 نسمة وفقاً لإحصائية سنة (2007).